# New Day Will Rise
New Day Will Rise è un singolo della cantante israeliana Yuval Raphael, pubblicato il 9 marzo 2025.

## Descrizione
New Day Will Rise è stata scritta e composta da Keren Peles, con la traduzione del testo a cura di Tamir Hitman, mentre la produzione e l'arrangiamento sono stati affidati a Tomer Biran.
La canzone include strofe in inglese e francese, oltre a un celebre versetto in ebraico tratto dal Cantico dei cantici che recita: «Le grandi acque non possono spegnere l'amore né i fiumi travolgerlo». Keren Peles, autrice del testo, ha così motivato la scelta del passaggio:
A sua volta, Yuval Raphael ha dichiarato riguardo al brano:

## Promozione
Come nell'edizione precedente, l'emittente radiotelevisiva israeliana IPBC ha utilizzato il talent show HaKokhav HaBa per selezionare il rappresentante nazionale all'Eurovision Song Contest 2025 di Basilea. Alla finale del 22 gennaio 2025, Yuval Raphael si è aggiudicata la vittoria, ottenendo il massimo dei voti sia dalla giuria che dal televoto e assicurandosi così il diritto di rappresentare Israele nel contest.
Il processo di scrittura della canzone per il vincitore era iniziato tre settimane prima, mentre la scelta del brano è stata affidata a un comitato interno presieduto da Barak Itzkovitch, direttore delle stazioni musicali di Kan. Dopo aver ascoltato 54 proposte, il comitato ha selezionato le tre migliori, che sono state poi registrate dalla cantante e sottoposte a una seconda votazione. Alla fine, New Day Will Rise è risultata vincitrice all'unanimità.
È stata ufficialmente presentata al pubblico il 9 marzo 2024 durante lo speciale televisivo HaShir Shelanu L'Eurovizion sul canale israeliano Kan 11.

## Video musicale
Il video musicale del singolo ritrae la cantante e un gruppo di giovani che cantano, ballano e si abbracciano in un campo; la scena evoca l'atmosfera del festival musicale Supernova, teatro dell'attacco di Hamas del 7 ottobre 2023, al quale l'artista stessa è riuscita a sopravvivere. Nel video sono anche visibili anemoni rossi, che sono un simbolo tipico del sud di Israele.

## Tracce
Testi di Keren Peles e Tamir Hitman, musiche di Keren Peles.
1. New Day Will Rise – 2:59

## Formazione
- Yuval Raphael – voce
- Tomer Biran – basso, tastiera, pianoforte, archi, batteria, programmazione, produzione, missaggio, mastering
- Avi Singolda – chitarra acustica
- Keren Peles – tastiera
- Yoed Nir – archi
- Roee Berezowitz – missaggio, mastering
- Jonathan Sror – registrazione

## Classifiche
| Classifica (2025) | Posizione massima |
| ----------------- | ----------------- |
| Austria           | 44                |
| Grecia            | 44                |
| Israele           | 1                 |
| Lituania          | 37                |
| Svezia            | 89                |
| Svizzera          | 18                |